# کاظم فتحی
کاظم فتحی (۱۳۰۷–۱۳۸۵) پزشک و جراح مغز و اعصاب ایرانی بود. او ریاست جراحان اعصاب آمریکا و همچنین رئیس انجمن بین‌المللی جراحان آمریکا از سال ۲۰۰۱ میلادی تا زمان مرگش بر عهده داشته‌است.

## سال‌های آغازین زندگی و تحصیلات
کاظم فتحی زاده سال ۱۳۰۷ در تهران است. او تحصیلات ابتدایی را در تهران گذراند. فتحی پس از اخذ مدرک دکترای پزشکی برای ادامه تحصیل در سال ۱۳۳۴ به ایالات متحده رفت.

## فعالیت‌ها
او نزدیک به ۸۰۰ مقاله علمی در زمینه جراحی دارد. فتحی سازنده نخستین شانت مورد استفاده در درمان سکته‌های مغزی است. این شانت به نام ایشان نامگذاری شده (Fathie’s Carotid Artery Shunt/Bypass)
است.
او همچنین داروی معروف «اسکلکسین»(Skelaxin) که برای نرم‌کردن عضلات و درمان بیماری‌های نظیر ام‌اس کاربرد دارد ساخته که از شهرت و اعتبار ویژه‌ای در جامعه پزشکی جهان برخوردار است. این جراح برجسته ایرانی همچنین برای نخستین بار چهار عارضه مغز و اعصاب از جمله سارکوم مهره اول گردن و غده ایدز را در مغز گزارش کرده‌است.
فتحی سردبیر ژورنال بین‌المللی جراحی عمومی و مجله آکادمی جراحان اعصاب و استخوان آمریکا و چهار نشریه فارسی- انگلیسی است.
کاظم فتحی به دلیل تلاش‌های بشر دوستانه و خدمت به بیماران و آسیب‌دیدگان سوانح طبیعی ۴۲ مدال مختلف دریافت کرده‌است.
این استاد و جراح برجسته ایرانی طی سال‌ها فعالیتش، عناوین و افتخارات علمی متعدد دیگری نظیر مرد سال، پزشک سال، پزشک سال لاس وگاس و ریاست انجمن‌های علمی و پزشکی سراسری و منطقه‌ای متعددی از جمله ریاست پزشکان نوادا را در آمریکا برعهده داشته‌است. دکتر فتحی موفق به اخذ چهار PhD در رشته‌های مختلف و هفت بورد از جمله بورد پزشکی قانونی آمریکا شده‌است.
وی ۱۶ کتاب به زبان فارسی از جمله سه جلد مجموعه اشعار و هفت جلد کتاب به نام گلچینی از گلشن رضوان که در برگیرنده زندگینامه بیش از چهار هزار شاعر ایران و جهان است و کتاب کلید پنج گنج نظامی و آثاری دربارهٔ فردوسی، ابن سینا و مجموعه ارزشمند مدیکا ایرانیکا دربارهٔ طب قدیم ایران از جمله آثار ادبی فتحی است. فتحی وی علاوه بر آثار متعدد نظم و نثر فارسی به دلیل اشعاری که به زبان انگلیسی سروده، جایزه شعر سال آمریکا را نیز دریافت کرده‌است.

## تقدیر
او در مراسمی که در تالار بعثت دانشگاه تهران ترتیب داده شده بود، با اشاره به پیشرفت‌های علمی پزشکان ایرانی، این پیشرفت‌ها را چشمگیر توصیف کرد و گفت: «موفقیت‌های ایرانیان باعث افتخار ما در سراسر جهان است». وی افزود: اکثر افرادی که در عرصه‌های مختلف علمی و رشته‌های پزشکی ازجمله قلب، مغز و اعصاب و چشم‌پزشکی صاحب مقام علمی هستند، ایرانی هستند.